# Astyanax lacustris
Astyanax lacustris, popularmente conhecido como lambari-do-rabo-amarelo, lambari-São-Paulo e tambiú, é uma espécie de peixe caracídeo, pertencente ao gênero Astyanax. É endêmica ao Brasil.

## Características
• Tamanho:  Geralmente pequeno, atingindo em média 10 cm de comprimento, podendo chegar até 15 cm.
• Corpo: Alongado e comprimido lateralmente, com escamas prateadas e uma mancha escura característica na base da cauda (daí o nome popular).
• Nadadeiras:  Hialinas (transparentes) e geralmente amareladas, mais evidente na nadadeira caudal.
• Boca:  Pequena e terminal, com dentes multicúspides.
• Dimorfismo sexual:  Pouco evidente, sendo difícil distinguir machos e fêmeas a olho nu.

## Distribuição e Habitat
• Endêmico do Brasil:  Encontrado em bacias hidrográficas do sul e sudeste do país, como as bacias do Alto rio Uruguai, Alto e Baixo rio Paraná e Alto rio São Francisco.
• Habitat:  Prefere ambientes de água doce lênticos (lagos, lagoas e represas) e rios de curso lento, com águas claras e vegetação aquática.

## Alimentação
• Onívoro oportunista:  Alimenta-se de uma variedade de itens, incluindo insetos (aquáticos e terrestres),  algas,  pequenos crustáceos,  zooplâncton e  detritos orgânicos.

## Comportamento
• Gregário:  Vive em cardumes, o que contribui para sua proteção contra predadores.
• Diurno:  Mais ativo durante o dia, buscando alimento e explorando seu ambiente.

## Reprodução
• Período reprodutivo:  Geralmente ocorre na primavera e verão, coincidindo com o período de chuvas e aumento da temperatura da água.
• Desova:  Os ovos são liberados na água, geralmente entre a vegetação aquática, e não há cuidado parental.

## Importância Ecológica
• Elo na cadeia alimentar:  Serve como presa para peixes maiores, aves aquáticas e outros animais.
• Indicador de qualidade da água:  Sua presença pode indicar ambientes aquáticos saudáveis.

## Conservação
Na Lista Vermelha da IUCN o Astyanax lacustris é classificado como "pouco preocupante"
As principais ameaças à espécie são a perda de habitat devido à degradação ambiental, poluição e introdução de espécies exóticas.

## Pesquisa Científica
O Astyanax lacustris é objeto de estudo em diversas áreas da ciência, como ecologia, genética, taxonomia e comportamento animal.